# Вторжения датчан в нормандскую Англию
Вторже́ния датчан в норма́ндскую А́нглию (англ. Danish attacks on Norman England) — два широкомасштабных рейда датчан в Англию во второй половине XI века. Самым масштабным был рейд 1069—1070 годов, во время которого датская армия под управлением сыновей короля Свена II высадилась в устье Хамбера, где присоединилась к восставшим против Вильгельма I Завоевателя сторонникам англосаксонского претендента Эдгара Этелинга, которого в Северной Англии считали законным королём. Восставшим удалось захватить Йорк, разбив нормандский гарнизон и захватив в плен шерифа Йоркшира. Узнав о восстании, английский король предпринял поход в Северную Англию. Узнав о приближении королевской армии, датчане покинули город, прихватив с собой «кучу сокровищ» и шерифа с семьёй в качестве заложников, вернулись на свои корабли, причаленные в устье Хамбера. Позже Вильгельм пообещал снабдить их припасами, чтобы весной они отплыли в Данию. По берегам Хамбера около места зимовки датчан Вильгельм оставил дозорных, чтобы те не могли покинуть кораблей, а сам отправился подавлять восстание. Зима в этот год была тяжёлой, из-за сильных бурь корабли пришли в негодность. Кроме того, по мнению современных исследователей, обещание регулярно снабжать датчан продовольствием не выполнялось. Им приходилось питаться испорченным мясом, многие умирали. Как отмечает историк Мишель де Бюар, Вильгельм обрёк иноземных захватчиков на голодную смерть так же верно, как и йоркширцев. Весной в Данию вернулись лишь жалкие остатки флота.
Второй рейд был предпринят в 1075 году, когда датский король Кнуд IV Святой пытался поддержать новое восстание североанглийской знати, известное как «Мятеж трёх графов». Но, когда датский флот добрался до Норфолка, выяснилось, что они прибыли слишком поздно: несмотря на отсутствие короля, который в это время находился в Нормандии, восстание было достаточно быстро подавлено его приближёнными. Совершив несколько рейдов на побережье и разграбив окрестности Йорка, Кнуд захватил богатую добычу. Понимая, что с теми силами, которые есть у него, без помощи англичан рассчитывать не на что, король отплыл обратно в Данию.
Планировался также рейд в 1085 году, но он так и не состоялся. Формальным обоснованием вторжений были претензии датского короля Свена II Эстридсена, племянника англо-датского короля Кнуда Великого, на английский трон, который после нормандского завоевания захватил нормандский герцог Вильгельм Завоеватель. Ни одно из вторжений не увенчалось успехом и не принесло датчанам ничего, кроме определённого количества награбленного добра, хотя преемники Свена II вплоть до XIII века высказывали претензии на английский трон.

## Предыстория
В первой половине XI века Кнуд Великий создал империю Северного Моря — государство, включавшее территории Англии, Дании, Норвегии и части современной Швеции. После смерти Кнуда в 1035 году Англией сначала правили его сыновья Гарольд I и Хардекнуд, которого сменил Эдуард Исповедник — пасынок Кнуда Великого и представитель англосаксонской династии. Согласно сообщению Адама Бременского, новый английский король посетил Данию и дал обещание датскому королю Свену (Свейну) II Эстридсену, племяннику Кнуда, что тот унаследует престол после смерти английского короля, однако современные исследователи считают эти сведения малодостоверными.

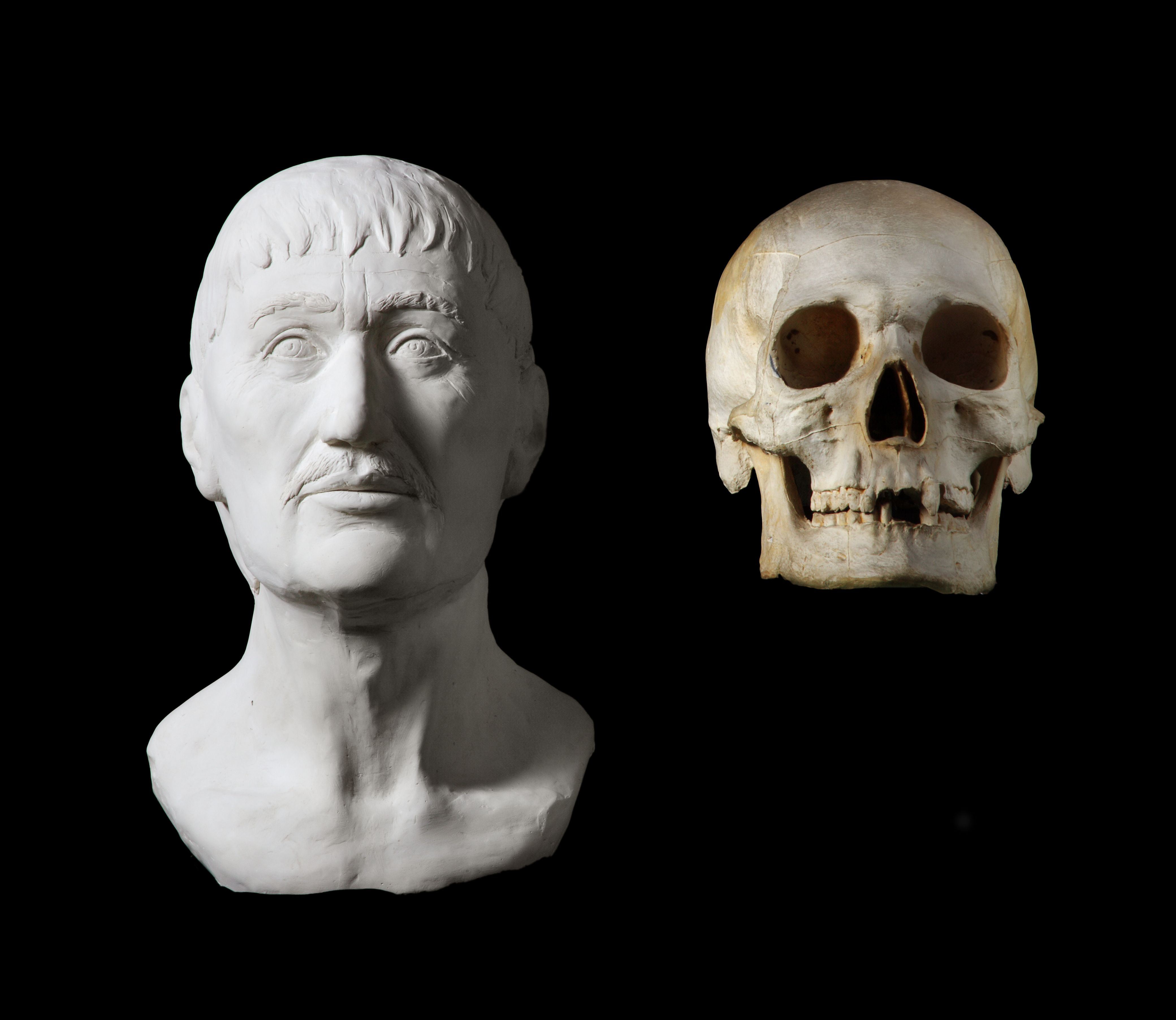
Свен II. Реконструкция облика по черепу, 1911 год

Свен II в течение долгих лет не имел каких-то возможностей претендовать на английский трон, поскольку ему до 1064 года пришлось вести войны за датский трон сначала с Магнусом I Добрым, а затем с Харальдом III Суровым. Но и после смерти Эдуарда Исповедника в январе 1066 года датский король не предпринял никаких попыток претендовать на опустевший трон. В XIII веке «Круг Земной» сообщает, что Тостиг, изгнанный своим братом, английским королём Гарольдом II Годвинсоном, безуспешно обращался к Свену за военной помощью. Нормандский герцог Вильгельм Завоеватель, готовившийся к военной экспедиции в Англию для завоевания трона, отправил к датскому королю дипломатическую миссию, которая смогла добиться обещания датского нейтралитета, хотя один из хронистов, Гильом из Пуатье и утверждал, что Свен послал отряд, чтобы поддержать Гарольда в битве при Гастинсе. После победы Вильгельм был коронован английской короной, но он далеко не сразу получил эффективный контроль над своим новым королевством. В 1067 году лидеры англосаксонского сопротивления нормандцам обратились за помощью к датскому королю, но тот никаких действий не предпринял. Несмотря на это Вильгельм, по мнению современных историков, несомненно считал датскую угрозу реальной.
Хотя Вильгельм Завоеватель и утвердился на английском троне, контролировать Северную Англию («Север») нормандской администрации было тяжело. Эта территория включала в себя земли современных графств Йоркшир, Дарем и Нортумберленд на востоке и Ланкашир с южными частями Камберленда и Уэстморленда на западе. Население в Северной Англии до завоевания по сути было англо-скандинавским, культура которого возникла в результате смешения традиций англосаксов и викингов, обосновавшихся в Северной Англии в IX—X веках. Жители этого региона говорили на местном диалекте английского языка, который для жителей Южной Англии был малопонятен. Местная аристократия была в основном датского происхождения. В 962 году король Эдгар предоставил правителям северных графств области датского права в обмен на их лояльность правовую автономию, которая существенно ограничила власть англосаксонских королей в землях, лежащих к северу от реки Хамбер. Кроме того, сообщение между Северной и Южной Англии было затруднено из-за рельефа местности и плохого состояния дорог. Удобнее всего добираться до Йорка было по морю. Осложнялась ситуация тем, что англо-шотландская граница не была в то время жёстко установлена, поэтому в область, лежащую к северу от Тиса, постоянно проникали мятежники, нашедшие убежище в Шотландском королевстве. Среди них был и Эдгар Этелинг — представитель англосаксонской династии, бежавший с матерью и двумя сёстрами из Англии.

## Вторжение 1069—1070 годов

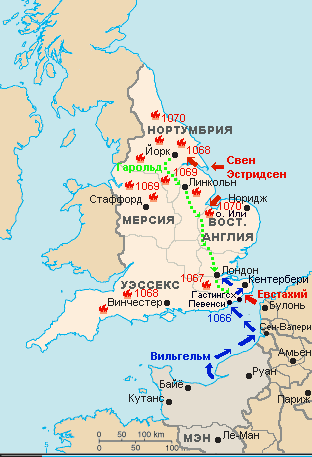
Англия в 1066—1070 годах

Вскоре после коронации Вильгельма право на управление Нортумбрией оспаривали двое претендентов, но в итоге они погибли, после чего ситуация на какое-то время нормализовалась. Но к 1068 году на Севере образовалось две новые оппозиционные группировки. Одна из них поддерживала бывшего эрла Нортумбрии Моркара, другая — Госпатрика, происхождение которого выводили от старых королей Нортумбрии.
В начале 1069 года на Севере вспыхнуло восстание, во время которого был убит только что назначенный графом Нортумбрии Роберт де Комин. Восставшие отправили призыв о помощи Свену II, а Вильгельм Завоеватель послал к датскому королю посольство, чтобы отговорить того от вмешательства в английские дела. К восстанию хотели присоединиться и английские изгнанники, жившие в Шотландии, но Вильгельм предпринял военный поход на Север и достаточно быстро подавил мятеж.
В августе 1069 года Свен II всё же решился на поход в Англию. По сообщению источников, он набрал армию не только в Дании, но и в Норвегии, Фризии, Саксонии, Польше и даже Литве. Сам Свен в поход не отправился. Рукопись D Англосаксонской хроники (Вустерская хроника) указывает, что командовали флотом его трое сыновей. Согласно Жеффрею Гаймара это были Харальд, Кнуд и Бьёрн. Иоанн Вустерский сообщает только о двух сыновьях — Харальде и Кнуде. Кроме того, среди командующих были ярлы Осберн (брат Свена) и Туркиль. Вустерская рукопись и Иоанн Вустерский указывают, что флот состоял из 240 кораблей, но рукопись E Англосаксонской хроники (Петерборская хроника) сообщает, что кораблей было около 300.
Отплыв из Дании, флот проследовал вдоль побережья Северного моря и достиг Кента, но попытки высадиться вначале в Дувре, а затем в Сэндвиче были отбиты. Затем датчане высадились в Ипсвиче, но встретили сопротивление и были вынуждены отступить к кораблям. Не смогли они преуспеть и в Норидже. В итоге датский флот двинулся на север и, достигнув эстуария Хамбера, датчане наконец то смогли высадиться.
В это же время на Севере началось новое восстание. По сообщению Вустерской рукописи, его возглавили Эдуард Этелинг, эрлы Госпатрик и Вальтеоф, а также Марлесвен, правитель Линкольна. Им удалось собрать армию из нортумбрийцев и других жителей страны. Вустерская хроника указывает, что восстание поддержал «весь народ страны» и удалось собрать «несметное войско», Петерборская хроника же упоминает «многие сотни людей». К восстанию присоединились и таны, сохранивших верность англосаксам.
Вустерская хроника указывает имя Эдгара на первом месте: весь Север почитал его как законного наследника англосаксонских королей, в то время как Петерборская рукопись указывает его имя после эрла Вальтеофа, имена же остальных же лидеров восстания не называет. По мнению И. Матюшкиной, Вустерская хроника преподносила восстание как легитимное деяние против нормандских захватчиков, в то время как Петерборская рукопись изображает его как стихийное противостояние нормандской власти в поддержку датского вторжения.
Вустерская хроника и Иоанн Вустерский сообщают, что Эдгар Этелинг и другие лидеры восстания прибыли к устью Хамбера, где встретили высадившихся датчан. Однако Петерборская хроника приводит иную версию событий: согласно ей, датчан встретил только эрл Вальтеоф, Эдгар же и остальные примкнули к восстанию позже.
В начале сентября объединённое войско из датчан и мятежников двинулось к Йорку. Ордерик Виталий сообщает, что узнавший о вторжении Вильгельм Завоеватель послал в Йорк предупреждение Гильому Мале, кастеляну Йоркского замка и шерифу Йоркшира, предложив прийти к нему на помощь, но тот ответил, что сможет и сам продержаться в городе целый год, если это потребуется. Однако его уверенность в своих силах оказалась катастрофически неуместной. Наиболее подробный отчёт о произошедших далее событиях даёт хроника Иоанна Вустерского. 11 сентября умер архиепископ Элдред, пытавшийся остановить мятеж. Его похоронили в Йоркском соборе 19 сентября. На следующий день гарнизоны обоих замков сожгли соседние дома, опасаясь, что те могут быть использованы датчанами в качестве источника дерева, чтобы завалить рвы. Огонь распространился настолько быстро, что уничтожил весь город, включая собор. Ещё до того как пожар был потушен, прибыл датский флот. В тот же день датчане совершили атаку на городские укрепления, после чего гарнизон совершил необдуманную вылазку, подставившись под превосходящие их силы. Хронист сообщает, что в результате погибло около 3 тысяч нормандцев, что оставило замки фактически без защиты. Сам шериф, его жена и двое младших детей оказались среди тех немногих, кому посчастливилось сбежать, но они попали в плен.
Ордерик Виталий сообщает, что сторонники Эдуарда Этелинга решили использовать эту победу, чтобы попытаться «вернуть потерянную свободу и заставить англичан объединиться против нормандцев». Для этого они разослали эмиссаров по всему королевству, призывая начать сопротивление Вильгельму Завоевателю. В итоге на западе и юго-западе Англии начались восстания, причём мятежникам оказали поддержку некоторые валлийские князья. Кроме того, среди нормандцев также возникало недовольство затянувшимся походом. Чтобы противостоять расширяющемуся восстанию, Вильгельм начал новую военную кампанию. Своих приближённых он отправил подавлять мятежи в Корнуолле, Девоне, Дорсете, Сомерсете и Чешире. Сам же он выступил на Йорк.
Узнав о приближении королевской армии, датчане покинули город, прихватив с собой «кучу сокровищ» и шерифа с семьёй в качестве заложников, вернулись на свои корабли, причаленные в устье Хамбера. Армия же, набранная Эдуардом Этелингом, не стала вступать в битву, а рассеялась по сельской местности. Узнав об этом, Вильгельм оставил командование своему брату Роберту, графу Мортену, и Роберту, графу д’Э, а сам отправился в Западную Англию. Там он смог разбить мятежников в Стаффордшире, после чего получил известие о планах датчан вновь двинуться на Йорк.
Добраться быстро до города Вильгельму не удалось: он потерял 2 недели, не имея возможности переправиться через реку Эр, в которой поднявшаяся вода унесла мост. Строить новый мост король на захотел, поскольку рассредоточенные по окрестностям враги могли внезапно напасть на воинов, занятых строительными работами. Только когда вода спала, армии удалось найти брод через реку. Когда Вильгельм подошёл к городу, датчане вновь вернулись на свои корабли. На этот раз они вступили в переговоры с королём, договорившись с ним о том, что они могут перезимовать на своих кораблях в водах Хамбера. Вильгельм пообещал снабдить их припасами, чтобы весной они отплыли в Данию.
После Рождества Вильгельм для подавления мятежа начал разорять северные графства. Эта кампания вошла в историю как «Опустошение Севера». По берегам Хамбера около места зимовки датчан Вильгельм оставил дозорных, чтобы те не могли покинуть кораблей. Зима в этот год была тяжёлой, из-за сильных бурь корабли пришли в негодность. Кроме того, по мнению современных исследователей, обещание регулярно снабжать датчан продовольствием не выполнялось. Им приходилось питаться испорченным мясом, многие умирали. Как отмечает историк Мишель де Бюар, Вильгельм обрёк иноземных захватчиков на голодную смерть так же верно, как и йоркширцев. Весной в Данию вернулись лишь жалкие остатки флота.
К весне 1070 года восстание на Севере по сути было подавлено, хотя окончательно его последствия были ликвидированы только к 1072 году. Весной 1070 года в эструарий Хамбера прибыл новый датский флот, которым на этот раз командовал сам король Свен II. Узнав об этом, с группой англосаксов восстал тэн Херевард Уэйк, укрепившийся на острове Или на реке Уз. Его поддерживали эрлы Эдвин и Моркар, которые в северном восстании участия не принимали. Вильгельму удалось договориться с датским конунгом, после чего тот отплыл в своё королевство. А когда король летом 1071 года в сопровождении небольшого отряда появился около Или, мятежники сдались. Херевард бежал, Моркар попал в плен, в котором пробыл до самой смерти, Эдвин же был убит своими людьми по дороге в Шотландию.
Сохранилось известие, что некоторое время спустя Свена II посетили его двое сыновей Гаральда II Годвинсона — Годвин и Эдмунд. Историки считают, что их целью было заручиться помощью датского короля, который был им близким родственником, в завоевании английского трона. Однако датский король с учётом неудачного опыта вторжения им отказал.

## Рейд 1075 года
В 1075 году в Англии вспыхнуло новое восстание, известное как «Мятеж трёх графов», во главе которого встали ранее прощённый за участие в восстании 1069 года и ставший графом Нортумбрии Вальтеоф, граф Восточной Англии Ральф II и Роджер де Бретёй, 2-й граф Херефорд. Детали будущего восстания мятежники обсудили во время свадьбы между Ральфом и Эммой, сестрой Роджера. После этого все трое отправились в свои владения, а в Данию были отправлены гонцы с просьбой о помощи.
Свен II незадолго до этого умер, на датский престол вступил его сын Кнуд IV Святой. Новому правителю удалось привлечь к походу многих представителей датской знати. В итоге флот из более чем 200 кораблей под командованием самого Кнуда и некоего графа Хакона отплыл в Англию. Однако, когда датчане добрались до Норфолка, выяснилось, что они прибыли слишком поздно: несмотря на отсутствие короля, который в это время находился в Нормандии, восстание было достаточно быстро подавлено его приближёнными. Совершив несколько рейдов на побережье и разграбив окрестности Йорка, Кнуд захватил богатую добычу. Понимая, что с теми силами, которые есть у него, без помощи англичан рассчитывать не на что, Кнуд отплыл обратно в Данию, по пути завернув во Фландрию.

## Планируемое вторжение 1085—1086 годов
К началу 1085 году датский Кнуд IV заключил с графом Фландрии Робертом I и королём Норвегии Олавом III договор о совместном вторжении в Англию. Хронист Уильям Мальмсберийский сообщает, что подготовленный в Лим-фьорде для похода флот состоял из 1000 датских, 600 фландрских и 60 норвежских кораблей. У Вильгельма Завоевателя не было такого флота, который бы смог предотвратить высадку. Вместо этого английский король нанял наёмников в Бретани, Мэне и французских коронных владениях, разместив их не только в прибрежных восточных графствах, но и в городах внутри страны, в частности, в Вустере. Англосаксонские хроники сообщают, что «король приказал опустошить прибрежные районы, чтобы враги при высадке не нашли ничего, что можно было бы быстро захватить при высадке», однако на основании анализа «Книги Страшного суда» историки делают вывод, что ущерб мог быть совсем незначительным.
Но вторжение так и не состоялось, поскольку Кнуда отвлекли другие проблемы: борьба с братом Олафом, которого он подозревал в подготовке мятежа, и агрессией со стороны Священной Римской империи. К весне 1086 года Вильгельм, вероятно, решил, что опасность миновала и распустил армию, а в июле того же года Кнуд был убит, что положило конец последней реальной угрозе датского вторжения в Англию.
Некоторые историки полагают, что именно кризис 1085 года послужил причиной проведения Вильгельмом обследования своих английских владений, итогом которого стало создание «Книги Страшного суда», однако подобная причинно-следственная часть принимается не всеми исследователями.

## Поздние претензии датских королей на английский трон
В дальнейшем датские короли не отказывались от своих претензий на английский трон, время от времени возрождая их в XII веке. Фламандский продолжатель «Хроники» Сигеберта из Жамблу даже утверждал, что король Эрик III в 1138 году совершил налёт на Англию, но на границе потерпел поражение от короля Стефана Блуаского. Ни английские, ни датские источники не упоминают о подобном нападении, поэтому современные исследователи игнорируют эти известия. Эдуард Фримен и Остин Пул предположили, что это известие является искаженным сообщением о вторжении в 1138 году шотландской армии Давида I или указанием на датских солдат, которые могли сражаться в этой армии. Ещё один историк, Питер Сойер, отрицал возможность подобного датского вторжения. В то же время Томас Хибёлль-Хольм выдвинул ряд аргументов в подтверждение достоверности известия хрониста.
В 1170-е годы Ричард Фиц-Нил в «Диалогах о казначействе» упоминает о том, что датские притязания ещё оставались. Хронист Уильям Ньюбургский утверждал, что французский король Филипп II Август женился в 1193 году на датской принцессе, чтобы унаследовать претензии на английский трон. По сообщению Ламберта Ардрского датчане ещё в 1206 году не оставляли надежд вернуть себе Англию.
В 1240 году Матвей Парижский в «Большой хронике» сообщает о том, что в Англии ходили слухи о готовящемся датском вторжении, но историки считают их беспочвенными. Нет никаких свидетельств, чтобы король Дании Вальдемар II обладал флотом, достаточным для вторжения в Англию. Историк Ларс Кьер считает, что эти слухи основаны скорее на нервозности англичан из-за слабости короля Генриха III перед внешними угрозами, чем на каких-то реальных планах датчан.